# Adriano Machado
Adriano Augusto de Abreu Cardoso Machado (Monção, 17 de julho de 1829 — Porto, 25 de maio de 1891) foi um jurista, advogado, magistrado, professor de Economia e director na Academia Politécnica do Porto e lente de Direito na Universidade de Coimbra, que exerceu funções de relevo, entre as quais as de reitor da Universidade de Coimbra, deputado, par do reino e Ministro dos Negócios Eclesiásticos e da Justiça no 37.º governo da Monarquia Constitucional, o primeiro governo progressista, presidido por Anselmo  Braamcamp, em funções de 1 de Junho de 1879 a 25 de março de 1881.

## Biografia
Adriano de Abreu Cardoso Machado nasceu em Monção, filho de Rodrigo de Abreu Machado, proprietário em Negrelos, e de sua esposa Maria Eufrásia de Abreu Cardoso Machado. Foi sobrinho de José Machado de Abreu, 1.º barão de Santiago de Lordelo e reitor da Universidade de Coimbra (1850-1853).
Concluiu o ensino secundário e os preparatórios para ingresso na Universidade de Coimbra na cidade do Porto, onde residia desde os 7 ou 8 anos de idade, e em 1844 matriculou-se na Faculdade de Direito de Coimbra.
Já em Coimbra, e ao mesmo tempo que estudava Direito na Universidade, frequentou as cadeiras de Inglês, Alemão e Grego no Liceu de Coimbra. Quando, devido à Patuleia, a Universidade de Coimbra encerrou no ano lectivo de 1846/1847, aproveitou o tempo para aprofundar os seus estudos secundários, sobretudo de Alemão, tendo frequentado o Colégio da Formiga, em Ermesinde.
Obteve o grau de bacharel em Direito em 1 de junho de 1849, obtendo a formatura com distinção. Nesse mesmo ano inscreveu-se no 6.º ano da Faculdade de Direito e simultaneamente nas cadeiras de Física e de Química Mineral, na Faculdade de Filosofia de Coimbra. Concluído o 6.º ano, licenciou-se a 23 de maio de 1851 e doutorou-se em Direito no dia 25 de maio daquele mesmo ano.
Após alguns anos a trabalhar como advogado na cidade do Porto (1851-1854), deslocando-se frequentemente a Coimbra para participar em exames privados e na argumentação de teses, a 19 de maio de 1855 foi nomeado lente substituto extraordinário da Faculdade de Direito da Universidade de Coimbra, tomando posse do lugar a 29 do mesmo mês. Passou a lente substituto ordinário por nomeação de 22 de agosto desse mesmo ano e posse em 1 de outubro seguinte. Exerceu essas funções até março de 1858. Foi secretário da Faculdade de Dirreito (1856-1857). Entretanto, em janeiro de 1857 fora nomeado juiz de direito substituto.
Neste período encetou colaboração na revista coimbrã O Instituto, que manteria durante o resto da sua vida. Em reconhecimento pela sua colaboração, e pela sua acção como reitor da Universidade, a 8 de fevereiro de 1890 viria a ser nomeado sócio honorário do Instituto de Coimbra.
Por lei de 15 de julho de 1857 foram criadas na Academia Politécnica do Porto as cadeiras de Economia Política e Princípios de Direito Administrativo e Comercial, para cuja regência concorreu. No concurso tinha como opositores Arnaldo Gama, Custódio José Vieira, José Luciano de Castro e António Ribeiro da Costa e Almeida, todos personalidades relevantes da vida intelectual e política da época.
Ficou em primeiro lugar no concurso, sendo nomeado lente proprietário da cadeira a 17 de julho de 1858, confirmado por carta régia a 1 de setembro e com posse da regência da disciplina no dia 1 de outubro do mesmo ano.
Tendo-se fixado no Porto, passou também a exercer advocacia e ingressou na vida política local. Nos anos de 1860 a 1862 foi vogal do Conselho do Distrito do Porto e em 1862 foi eleito pelo Porto procurador à Junta Geral do Distrito. Também em 1862 foi nomeado reitor do Liceu Nacional do Porto.
Em 1860, escreveu O Senhor Hermann traduzido em portuguez – ou a Magia branca, que pretendia trazer compreensão à prestidigitação, dissecando os truques de magia para revelar como ela é uma arte de espectáculo e não mesmo magia como alguns reportadamente queriam então acreditar, declarando alguns artistas como "charlatões" ao encorajarem esta crença.
Em abril de 1864 foi nomeado membro da comissão responsável pela fiscalização do Recenseamento Geral da População, o primeiro censo realizado em Portugal em moldes modernos, tendo por base as orientações do Congresso Internacional de Estatística que em 1853 se realizara em Bruxelas.
Também em 1864 foi nomeado procurador do concelho de Vila Nova de Gaia na Junta Geral do Distrito do Porto. Nessa condição foi o principal autor do relatório intitulado Consulta da Junta Geral do distrito do Porto, em 1864, documento em que se exortava ao encerramento das rodas dos expostos, razão pela qual mereceu ampla divulgação, para o que muito contribuiu o elogio do romancista Camilo Castelo Branco.
Em 1865 foi nomeado comissário dos estudos do Distrito do Porto, sendo também a 16 de Fevereiro de 1865 indigitado para o cargo de Director-Geral de Instrução Pública, o órgão central de gestão do sistema educativo português ao tempo. Exerceu as funções de Director-Geral até 15 de Outubro de 1869, tendo no desempenho do cargo eliminado a concessão exclusiva de privilégios aos estabelecimentos científicos de Lisboa. Em consequência os alunos da Academia Portuense de Belas Artes passaram a auferir bolsas de estudo para aperfeiçoamento no estrangeiro, sendo o primeiro estudante de artes da academia portuense a beneficiar do pensionato estatal o escultor Soares dos Reis, bolseiro em Roma e Paris.
Em 1867 foi feito comendador da Ordem de Nossa Senhora da Conceição de Vila Viçosa.
Por decreto de 8 de junho de 1869 foi nomeado director da Academia Politécnica do Porto, tomando posse a 27 de setembro daquele ano, funções que exerceu até pedir a exoneração em 1881. Acumulou essas funções com as de deputado, pois nas eleições gerais de setembro de 1870 foi eleito pelo círculo de Penafiel, prestando juramento a 25 de outubro de 1870. Nas eleições gerais de 9 de julho de 1871 voltou a ser eleito pelo mesmo círculo. Neste período, foi secretário da Câmara dos Deputados entre outubro e dezembro de 1870.
Nas eleições gerais de 1874 foi candidato a deputado pelo 2.º círculo eleitoral do Porto, mas saiu derrotado, perdendo para Francisco Pinto Bessa por margem significativa.
Após uma breve interrupção, foi novamente eleito deputado, desta feita pelo círculo uninominal do Porto Ocidental, nas eleições gerais de 1878. Voltou a ser eleito, pelo mesmo círculo nas eleições gerais de 1879. 
Entretanto foi nomeado Ministro e Secretário de Estado dos Negócios Eclesiásticos e de Justiça do 37.º governo da Monarquia Constitucional, presidido por Anselmo José Braamcamp, cargo que exerceu entre 1 de junho de 1879 e 25 de março de 1881, regressando à docência na Academia Politécnica do Porto em 1881. Enquanto ministro apresentou e defendo nas Cortes uma proposta de lei sobre a responsabilidade ministerial, a qual não foi contudo aprovada pela Câmara dos Pares do Reino. Também promoveu a reorganização do sistema judicial e a reforma da estrutura das dioceses, bem como a reforma do sistema penitenciário, da dotação do clero e do registo civil.
Em 1882, interrompeu a vida profissional e retirou-se para a sua quinta em Marecos, Santo Tirso. Foi aposentado do ensino em 30 de outubro de 1885.
Apesar de aposentado, em 1885 regressou à vida académica, representando a Academia Politécnica do Porto no Conselho Superior de Instrução Pública. Neste mesmo ano foi eleito par do reino eleito pelos estabelecimentos científicos.
Embora jubilado, em 1886 foi nomeado reitor da Universidade de Coimbra, funções que exerceu de 16 de maio de 1886 até 15 de janeiro de 1890. Como reitor enfrentou as questões que levaram à greve dos estudantes das Faculdades de Matemática e de Filosofia e em 1887 teve de resolver a contenda que vinha desde 1885 entre a Faculdade de Teologia, liderada pelo lente Damásio Jacinto Fragoso, e o bispo-conde de Coimbra, D. Manuel Correia de Bastos Pina. A polémica iniciara-se quando o doutor Damásio Jacinto Fragoso, em sessão ordinária de 14 de Novembro de 1885, apresentara ao Conselho Superior de Instrução Pública uma Memória sobre o ensino da Teologia com a qual os bispos discordaram, o que levou a que o documento fosse condenado por decreto de 1 de Setembro de 1886 da Sacra Congregação da Romana e Universal Inquisição, a que se seguiu outro incluindo a referida Memória no Index Librorum Prohibitorum, a lista dos livros proibidos pela Igreja Católica Romana.
Foi também no período do seu reitorado que a Academia Dramática foi renomeada Associação Académica de Coimbra, a qual recebeu novos estatutos em 1887.
Foi eleito par do reino vitalício em 1888, sendo nesse mesmo ano agraciado pelo rei dos Países Baixos com a grã-cruz da Ordem da Coroa de Carvalho e pelo rei D. Luís I de Portugal com a grã-cruz da Ordem de Cristo.
Em janeiro de 1890 foi nomeado Procurador-Geral da Coroa, mas em agosto desse ano foi acometido por febre tifóide, recolhendo à cidade do Porto. Pouco depois sofreu uma peritonite tuberculosa, de que faleceria.
Faleceu no Porto e foi a sepultado no jazigo de família, no Cemitério da Ordem da Lapa. No funeral estiveram presentes representantes da Câmara dos Pares do Reino, da Câmara dos Deputados, da Academia Politécnica do Porto e da Universidade de Coimbra. Coube ao Presidente da Câmara do Porto e ao Reitor da Universidade de Coimbra proferir o elogio fúnebre.
Para além de orador de nomeada, Adriano Machado distinguiu-se como colaborador do periódico portuense Diário Progressista, órgão oficial do Partido Progressista no Porto.